# Салем, Мадиха
Мадиха Салем (араб. مديحة سالم‎; 2 октября 1944, Замалек, Каир — 19 ноября 2015, Каир) — египетская актриса.
Родилась в богатом районе Замалек в Каире. Училась в школе для девочек Замалек. Вскоре после окончания средней школы из-за смерти отца ей пришлось оставить учёбу и начать искать работу.
Она сыграла множество ролей второго плана в золотую эру египетского кинематографа 1960-х и 1970-х годов, в основном в роли мечтательного подростка.
Часта работала на телевидении, а также актёром озвучивания в радиосериалах. Завершила карьеру киноактрисы в начале 1980-х, объяснив это решение желанием проводить больше времени с семьёй.
Ненадолго вновь появилась на телеэкране в религиозной драме «Судебная власть ислама» (القضاء في الإسلام) в 1998 и 2001—2002 годах.
Снялась в 29 фильмах и 13 теле- и радиосериалах.
Умерла 19 ноября в больнице Эль-Сафа из-за респираторных заболеваний. Её похороны состоялись на следующий день в мечети Хамидийа-Шадхилийя в районе Мохандессин в Гизе, была похоронена на кладбище в Каире.

## Фильмография
- Malekat el leil (1974)
- Люди на Ниле (1972)
- Losos Laken Dhurafa'a (1968)
- Hawaa alal tarik (1968)
- El ragol da hai ganini (1967)
- Ошибки молодости (1965)
- Вчера вечером (1963)
- Путь дьявола (1963)
- Ah min hawaa (1962)